# Alban Förster
Alban Förster (Reichenbach im Vogtland, 23 d'octubre de 1849 - Neustrelitz, 18 de gener de 1916) fou un compositor alemany del Romanticisme. S'educà en el Conservatori de Dresden, desenvolupant més tard la plaça de mestre concertista, successivament a Carlsbad, Wroclaw i Stettin. El 1881 passà a Dresden per a professor d'aquell Conservatori, i el 1882 a Neustrelitz com a director de la Capella Reial. El 1893 succeí a Klughardt en la direcció de la Capella Reial de Dessau. Compongué tres òperes: Das Flüstern; Die Mädchen von Schilda i S'Lorle, estrenades, respectivament, el 1875, 1887 i 1891, la primera a Neustrelitz i les dues restants a Dresden.